# Xdelta

xdelta — свободная программа, работающая из командной строки, которая позволяет построить разницу между двумя файлами.
Её предназначение такое же, как у программ diff и patch, но xdelta работает и с двоичными (не текстовыми) файлами. Также, в отличие от diff, результат сравнения файлов не удобочитаем человеком.
Впервые выпущена в 1997 году, первоначальный алгоритм базировался на алгоритме rsync, впервые разработанном Эндрю Триджелом. Программу разработал и поныне поддерживает Джошуа Макдональд.
Новое поколение программы xdelta3 предоставляет несколько уникальных возможностей. Результат сравнения представляется в виде стандартного формата VCDIFF, что позволяет использовать её совместно с другими программами, поддерживающими стандарт.
Программа выполняется на системах UNIX, Linux, BSD и Microsoft Windows. xdelta эффективно поддерживает файлы размером до 264 байтов, что делает её незаменимым средством для создания инкрементальных резервных копий больших файлов.